# Team Trees
Team Trees, auch bekannt unter TeamTrees oder #teamtrees, ist eine von US-amerikanischen YouTubern initiierte Spendenaktion. Das Spendenziel belief sich auf 20 Mio. USD bis 2020, um 20 Millionen Bäume pflanzen zu können. Die Initiatoren waren MrBeast und Mark Rober. Alle Spenden wurden an die Arbor Day Foundation, eine Organisation die für jeden US-Dollar einen Baum pflanzt, weitergegeben. Die Bäume sollen in verschiedenen Wäldern auf privatem und öffentlichen Grund mit großem Bedarf von Januar 2020 bis Dezember 2022 gepflanzt werden. Die gepflanzten Bäume würden während der erwarteten Lebenszeit ca. 1,6 Mio. Tonnen CO2 und 116 Tausend Tonnen chemisch belastete Luft bereinigen.

Bereits am 26. Dezember 2019 wurde das Spendenziel weit übertroffen. Im Mai 2020 wurde dann eine Spendensumme von 22 Mio. USD erreicht.

Logo von Team Trees

## Hintergrund
Die Idee entstand im Mai 2019, als ein Fan von MrBeast auf Reddit schrieb, MrBeast soll 20 Mio. Bäume pflanzen, um damit seine 20 Mio. Abonnenten auf YouTube zu feiern. Dieser Post ging dann auf einigen Social-Media-Plattformen viral. Der US-amerikanische YouTuber Mark Rober tat sich daraufhin mit MrBeast zusammen, um tatsächlich eine Spendenaktion zu starten. Am 25. Oktober 2019 erklärte MrBeast dann in einem Video auf seinem Kanal seinen Plan. Innerhalb kürzester Zeit war das YouTube-Video in sämtlichen Ländern in den YouTube Trends. Daraufhin schlossen sich viele weitere YouTuber der Spendenaktion an und spendeten häufig auch selbst.

## Reaktionen
Nach Ankündigung der Spendenaktion von MrBeast und Mark Rober wurden zu dieser Spendenaktion mehr als 8.000 Videos von mehr als 400 YouTubern weltweit veröffentlicht.
Neben Social Media Persönlichkeiten leisteten auch große Unternehmen große Spenden. Darunter Verizon, EA, Salesforce (Marc Benioff), Shopify (CEO Tobias Lutke; CTO Jean-Michel Lemieux) und Tesla (Elon Musk).
Discovery Channel drehte einen Dokumentarfilm namens #TeamTrees über die Kampagne, die am 3. Dezember 2019 ausgestrahlt wurde. Außerdem spendete Discovery Channel am nächsten Tag 100.200 USD.

## Betrug in Deutschland
Im Sommer 2020 warben verschiedene Influencer in Deutschland für Team Trees, die Spenden sollten über eine Crowdfunding Seite laufen. Diese Seite gehörte jedoch nicht zur US-amerikanischen Arbor Day Foundation.

## Top 20 Spenden
| Platz | Donation (USD) | Spendername         | Date              | Kommentar                                                     |
| ----- | -------------- | ------------------- | ----------------- | ------------------------------------------------------------- |
| 1     | $1,000,001     | Tobias Lütke        | 30. Oktober 2019  | „For the Lorax“                                               |
| 2     | $1,000,000     | Elon Musk           | 29. Oktober 2019  | „For Treebeard“                                               |
| 3     | $900,000       | Marc Benioff        | 6. November 2019  | „Inspired by Treelon“                                         |
| 4     | $500,000       | Plants vs. Zombies  | 3. Dezember 2019  | „In the spirit of Feastivus“                                  |
| 5     | $250,001       | Scott Chacon        | 18. Dezember 2019 |                                                               |
| 6     | $250,000       | Elf Development A/S | 30. Oktober 2019  | „Because we care!“                                            |
| 7     | $200,000       | Susan Wojcicki      | 30. Oktober 2019  |                                                               |
| 7     | $200,000       | Jack Dorsey         | 31. Oktober 2019  |                                                               |
| 9     | $150,000       | Jack Dorsey         | 29. Oktober 2019  |                                                               |
| 10    | $105,020       | OneRecipeOneTree    | 30. Dezember 2019 | „🥗=🌲 260,999 total Go Cookpad Community“                    |
| 11    | $101,010       | Bitcasino.io        | 13. Dezember 2019 | „Let's keep the world fun, fast & fair“                       |
| 12    | $100,300       | Sneaker Trees       | 19. Dezember 2019 | „A foundation with sole“                                      |
| 13    | $100,200       | Discovery Channel   | 4. Dezember 2019  | „From Discovery Watch & Plant viewers!“                       |
| 14    | $100,100       | Jean-Michel Lemieux | 21. Oktober 2019  | „We are groot. For sneaker twitter.“                          |
| 15    | $100,002       | MrBeast             | 26. Oktober 2019  | „Someone PLEASE Take This Spot :)“                            |
| 16    | $100,001       | Alan Walker         | 26. Oktober 2019  | „I want to plant one of the trees!“                           |
| 17    | $100,000       | MrBeast             | 25. Oktober 2019  | „I dare you to take this space from me :)“                    |
| 18    | $100,000       | Verizon Green Team  | 26. Oktober 2019  | „Tree-rific initiative! @VerizonGreen is happy to be a part!“ |
| 19    | $100,000       | RAK                 | 20. November 2019 |                                                               |
| 20    | $100,000       | Verizon Green Team  | 17. Dezember 2019 | „Tree-mendous! Doubling down for Earth“                       |

Stand: 18. Februar 2021
Quelle: 